# Wasigny
Wasigny és un municipi francès situat al departament de les Ardenes i a la regió del Gran Est. L'any 2007 tenia 349 habitants.

## Demografia

### Població
El 2007 la població de fet de Wasigny era de 349 persones. Hi havia 140 famílies de les quals 44 eren unipersonals (32 homes vivint sols i 12 dones vivint soles), 40 parelles sense fills, 40 parelles amb fills i 16 famílies monoparentals amb fills.
La població ha evolucionat segons el següent gràfic:
Habitants censats

### Habitatges
El 2007 hi havia 199 habitatges, 137 eren l'habitatge principal de la família, 33 eren segones residències i 29 estaven desocupats. 194 eren cases i 1 era un apartament. Dels 137 habitatges principals, 105 estaven ocupats pels seus propietaris, 31 estaven llogats i ocupats pels llogaters i 1 estava cedit a títol gratuït; 2 tenien dues cambres, 16 en tenien tres, 36 en tenien quatre i 83 en tenien cinc o més. 99 habitatges disposaven pel capbaix d'una plaça de pàrquing. A 74 habitatges hi havia un automòbil i a 36 n'hi havia dos o més.

### Piràmide de població
La piràmide de població per edats i sexe el 2009 era:
| Homes | Edats   | Dones |
| ----- | ------- | ----- |
| 0     | 95 o +  | 0     |
| 0     | 90 a 94 | 0     |
| 0     | 85 a 89 | 4     |
| 4     | 80 a 84 | 4     |
| 8     | 75 a 79 | 4     |
| 20    | 70 a 74 | 20    |
| 8     | 65 a 69 | 12    |
| 0     | 60 a 64 | 8     |
| 4     | 55 a 59 | 8     |
| 12    | 50 a 54 | 8     |
| 8     | 45 a 49 | 12    |
| 20    | 40 a 44 | 8     |
| 4     | 35 a 39 | 12    |
| 0     | 30 a 34 | 8     |
| 8     | 25 a 29 | 8     |
| 4     | 20 a 24 | 4     |
| 12    | 15 a 19 | 4     |
| 12    | 10 a 14 | 4     |
| 12    | 5 a 9   | 12    |
| 12    | 0 a 4   | 8     |

## Economia
El 2007 la població en edat de treballar era de 207 persones, 123 eren actives i 84 eren inactives. De les 123 persones actives 97 estaven ocupades (66 homes i 31 dones) i 26 estaven aturades (13 homes i 13 dones). De les 84 persones inactives 16 estaven jubilades, 18 estaven estudiant i 50 estaven classificades com a «altres inactius».

### Ingressos
El 2009 a Wasigny hi havia 136 unitats fiscals que integraven 351,5 persones, la mediana anual d'ingressos fiscals per persona era de 10.366 €.

### Activitats econòmiques
Dels 9 establiments que hi havia el 2007, 1 era d'una empresa alimentària, 4 d'empreses de construcció, 2 d'empreses de comerç i reparació d'automòbils, 1 d'una empresa de transport i 1 d'una empresa classificada com a «altres activitats de serveis».
Dels 5 establiments de servei als particulars que hi havia el 2009, 3 eren paletes, 1 lampisteria i 1 perruqueria.
L'únic establiment comercial que hi havia el 2009 era una fleca.
L'any 2000 a Wasigny hi havia 8 explotacions agrícoles.

## Equipaments sanitaris i escolars
El 2009 hi havia una escola elemental.

## Poblacions més properes
El següent diagrama mostra les poblacions més properes.